# Scincella schmidti
Espèce
Synonymes
- Leiolopisma schmidti Barbour, 1927

Scincella schmidti est une espèce de sauriens de la famille des Scincidae.

## Répartition
Cette espèce est endémique du Centre de la République populaire de Chine.

## Étymologie
Cette espèce est nommée en l'honneur de Karl Patterson Schmidt.

## Publication originale
- Barbour, 1927 : A New Lizard from China. Copeia, vol. 1927, p. 95.